# Halenospora
Halenospora is een monotypisch geslacht van schimmels uit de familie Tricladiaceae. Het bevat alleen Halenospora varia.